# AMC 35
O tanque francês AMC 35 (de Automitrailleuse de Combat Renault Modèle 1935) foi um tanque de cavalaria construído no período entre-guerras e utilizado durante a Segunda Guerra Mundial, sendo uma atualização de substituíção do tanque leve AMC 34.

## Referência
- «AMC 35 no World War II vehicles.com» (em inglês). wwiivehicles.com. Consultado em 1 de julho de 2014